# Landrichamps
Landrichamps (in vallone Landritchamp) è un comune francese di 141 abitanti situato nel dipartimento delle Ardenne nella regione del Grand Est.

## Società

### Evoluzione demografica
Abitanti censiti